# Іванівщина (Молодечненський район)
Іванівщина (біл. вёска Іваноўшчына) — село в складі Молодечненського району Мінської області, Білорусь. Село підпорядковане Лебедівській сільській раді, розташоване в західній частині області.